# Масаца
Масаца (итал. Massazza) је насеље у Италији у округу Бијела, региону Пијемонт.
Према процени из 2011. у насељу је живело 238 становника. Насеље се налази на надморској висини од 226 м.

## Становништво
Према резултатима пописа становништва 2011. у општини је живело 542 становника.
| 1936. | 1951. | 1961. | 1971. | 1981. | 1991. | 2001. | 2011. |
| ----- | ----- | ----- | ----- | ----- | ----- | ----- | ----- |
| 368   | 519   | 475   | 575   | 700   | 619   | 579   | 542   |